# بيت هيغسيث
بيتر بيريان هيغسيث (بالإنجليزية: Pete Hegseth) (من مواليد 6 يونيو 1980) هو ضابط سابق في الحرس الوطني الأميركي ومقدم برامج في شبكة «فوكس نيوز» أمريكي، يشغل منصب وزير الدفاع الأمريكي المعين في الولاية الثانية لدونالد ترامب. 
عمل معلقاً سياسياً في قناة فوكس نيوز منذ عام 2014 وشارك في تقديم برنامج "فوكس والأصدقاء" في عطلة نهاية الأسبوع من عام 2017 إلى عام 2024، وكان سابقاً المدير التنفيذي لمنظمة "أطباء بيطريون من أجل الحرية" و"قدامى المحاربين المهتمين من أجل أمريكا".
كان هيغسيث ناشطًا في السياسة المحافظة والجمهورية منذ أيام دراسته الجامعية في جامعة برينستون، وفي عام 2016، برز كمؤيد لترشح دونالد ترامب للرئاسة وعمل مستشارًا لترامب من حين لآخر طوال فترة رئاسة الأخير الأولى. ويقال إنه أقنع ترامب بالعفو عن ثلاثة جنود أمريكيين متهمين أو مدانين بارتكاب جرائم حرب تتعلق بإطلاق النار على غير المقاتلين في العراق. ودافع هيغسيث، الذي كان قائد فصيلة في معتقل غوانتانامو أثناء خدمته العسكرية، عن معاملة السجناء المحتجزين هناك. تم النظر في تعيين هيغسيث لقيادة وزارة شؤون المحاربين القدامى في إدارة ترامب الأولى، ولكن تم اختيار ديفيد شولكين بدلاً منه.
بعد تخرجه من جامعة بريستون، بدأ هيجسيث حياته المهنية بالعمل كمحلل لدى بير ستيرنز. من عام 2003 إلى عام 2014 ومرة أخرى من عام 2019 إلى عام 2021، خدم كضابط مشاة في الحرس الوطني للجيش، وحصل على رتبة رائد. حصل على النجمة البرونزية أثناء خدمته في قوات العمليات الخاصة خلال مهمة قتالية في العراق عام 2005. في عام 2014، تم نشره طواعية في أفغانستان لتدريب قوات الأمن الأفغانية. بعد خدمته العسكرية، أصبح هيجسيث شخصية نشطة في السياسة المحافظة والجمهورية وكان المدير التنفيذي لمنظمة قدامى المحاربين من أجل الحرية ومنظمة قدامى المحاربين المعنيين بأمريكا. منذ عام 2014، كان معلقًا سياسيًا في قناة فوكس نيوز وكان مضيفًا مشاركًا في عطلة نهاية الأسبوع لبرنامج فوكس آند فريندز من عام 2017 إلى عام 2024.
في عام 2016، ظهر هيجسيث كمؤيد لترشيح دونالد ترامب للرئاسة، وعمل كمستشار عرضي لترامب طوال فترة ولايته الأولى كرئيس. وبعد تشجيع هيجسيث، أصدر ترامب عفواً عن ثلاثة جنود متهمين أو مدانين بارتكاب جرائم حرب في عام 2019. وكان من المقرر أن يقود هيجسيث وزارة شؤون المحاربين القدامى في الولايات المتحدة في إدارة ترامب الأولى، ولكن تم اختيار ديفيد شولكين بدلاً من ذلك. وبعد أن أعلن ترامب عن نيته ترشيح هيجسيث وزيراً للدفاع، ظهرت تقارير عديدة حول سوء السلوك الجنسي المزعوم وسوء الإدارة المالية والسُكر في الأماكن العامة مما هدد تأكيده؛ وخلال جلسة ترشيحه، نفى هيجسيث هذه الادعاءات ووصفها بأنها كاذبة. يتبنى هيجسيث آراء محافظة بشدة، وقد وُصف بأنه قومي مسيحي. وقد كتب كتبًا بما في ذلك الحملة الصليبية الأمريكية (2020) والحرب على المحاربين (2024).

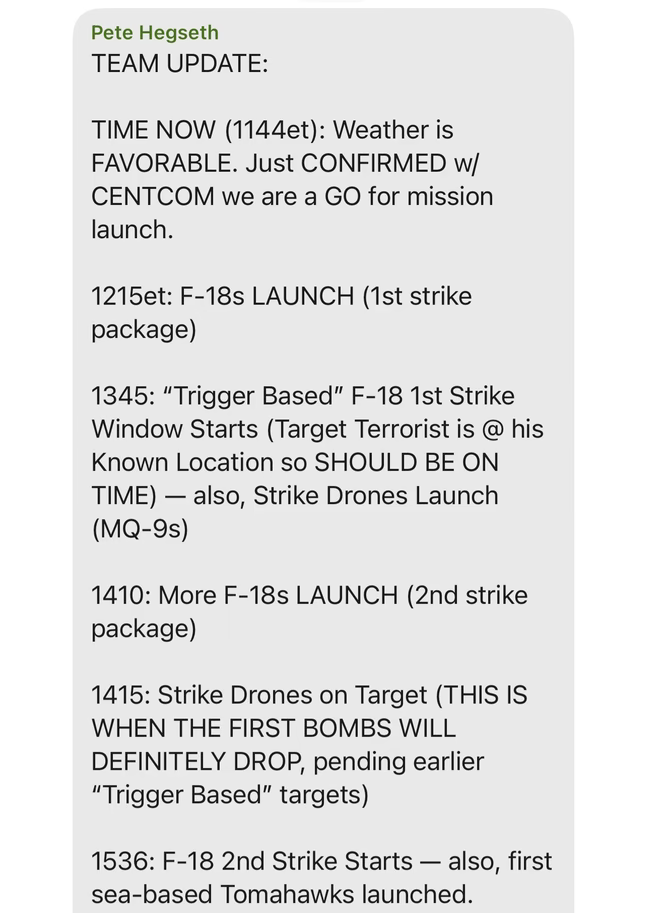
تسريب_محادثات_جماعية_للحكومة_الأمريكية التي التخطيط ضربة مارس 2025 على اليمن

في نوفمبر 2024، أعلن الرئيس المنتخب ترامب أنه يعتزم ترشيح هيغسيث وزيرًا للدفاع، وعند إعادة انتخاب دونالد ترامب في عام 2024، تم ترشيح هيجسيث لشغل منصب وزير الدفاع في إدارة ترامب الثانية. وقد أكد مجلس الشيوخ الأمريكي تعيينه بأغلبية 51 صوتًا مقابل 50 صوتًا في 24 يناير 2025، مع قيام نائب الرئيس جيه دي فانس بإدلاء صوت التعادل. سيكون ثاني أصغر شخص يشغل هذا المنصب، بعد دونالد رامسفيلد.

## حياته المبكرة وتعليمه
وُلِد بيتر برايان هيغسيث في 6 يونيو من عام 1980 في مينيابوليس، مينيسوتا. وهو ينحدر من أصل نرويجي، إن بيتر هو الابن البكر لبرايان وبينيلوب «بيني» (هاوغن) هيغسيث. كان والده برايان مدرب كرة سلة في مدارس الثانوية في جميع أنحاء مينيسوتا وذلك قبل تقاعده في عام 2019، بينما كانت بيني مدربة أعمال تنفيذية درّست في برنامج مينيسوتا للتميز في الخدمة العامة (MEPS)، وهو برنامج زمالة وقيادة للنساء الجمهوريات ونساء يمين الوسط. نشأ هيغسيث في فورست ليك، مينيسوتا، والتحق بمدرسة فورست ليك الثانوية. تخرّج في عام 1999 بتفوّق. ولعب لصالح فريق كرة القدم في المدرسة وكان لاعب هجوم خلفي في فريق كرة السلة، محققًا أرقامًا قياسية في المدرسة في رميات الثلاث نقاط خلال مسيرته المهنية وخلال موسمٍ واحد. اختير هيغسيث مرتين ضمن جميع المؤتمرات وحصل على مرتبة الشرف على مستوى الولاية.
التحق هيغسيث بجامعة برينستون في عام 1999، حيث تخصص في السياسة. ووفقًا لمجلة الحرس الوطني والاحتياطي، اختار هيغسيث الالتحاق بجامعة برينستون بدلًا من عرضٍ قدمته له الأكاديمية العسكرية الأمريكية، وانضم إلى فريق تايغرز لكرة السلة للرجال. وقبل أشهر من هجمات 11 سبتمبر، انضم هيغسيث إلى فيلق تدريب ضباط الاحتياط. ولعب مع فريق تايغرز وكان ناشرًا ثم رئيس تحرير في صحيفة برينستون توري، وهي صحيفة محافظة.
أعلن هيغسيث في أبريل من عام 2002 بوصفه ناشرًا لصحيفة برينستون توري، أنه سيدافع عن «ركائز الحضارة الغربية ضد عوامل التشتيت الناجمة عن التنوع». وانتقد محررو الصحيفة هالي بيري لقبولها جائزة الأوسكار لأفضل ممثلة عن دورها في فيلم حفلة الوحش الراقصة (2001) «نيابةً عن عرقٍ بأكمله»، كما انتقدوا صحيفة نيويورك تايمز لإعلانها أنها ستنشر إعلانات زواج المثليين، بحجة أن ذلك سيبرر نشرها عن العلاقات التي تنطوي على زنا المحارم أو العلاقات الجنسية مع الحيوانات أو التحرش الجنسي بالأطفال. ونشرت برينستون توري في أكتوبر، افتتاحية تصف فيها المثلية الجنسية بأنها غير أخلاقية. وردًا على ذلك، كتبت نينا لانغسام، رئيسة اتحاد طلاب جامعة برينستون، بريدًا إلكترونيًا شديد اللهجة إلى براد سيمونز، ناشر الصحيفة، وإلى هيغسيث. ونُشرت رسالتها في العدد التالي. وفي مايو من عام 2025، اتهمت صحيفة The Daily Princetonian هيغسيث بسرقة أجزاء من أطروحته التي قدمها.

## مسيرته المهنية

### الخدمة العسكرية (2006-2003، 2014-2010، 2021-2019)
بعد تخرّج هيغسيث من جامعة برينستون في يونيو من عام 2003، كُلّف برتبة ملازم ثانٍ في جيش الولايات المتحدة الأمريكية من خلال برنامج تدريب ضباط الاحتياط بالجامعة. عمل لفترة وجيزة كمحلل لأسواق الأسهم في بنك بير ستيرنز الاستثماري. وأكمل تدريبه الأساس في مكتب بريد فورت بينينج في كولومبوس، جورجيا في عام 2004، وكان أحد أفراد الحرس الوطني لجيش مينيسوتا في معسكر اعتقال خليج غوانتانامو لمدة أحد عشر شهرًا. قاد هناك فصيل من جنود الحرس الوطني لجيش نيوجيرسي لحراسة المعتقلين. ومع حلول يوليو من عام 2005، عاد هيغسيث إلى بنك بير ستيرنز؛ وبعد ذلك بوقت قصير، تطوّع في حرب العراق كضابط مشاة وحصل على ميدالية النجمة البرونزية. خدم هيغسيث في الكتيبة الثالثة، فوج المشاة 187 في الفرقة 101 المحمولة جوًا، بقيادة العقيد ميخائيل د. ستيل. بدأ هيغسيث جولته في بغداد قبل أن ينتقل إلى سامراء، حيث عمل كضابط للشؤون المدنية، وعمل مع مجلس المدينة وشكل تحالفًا مع عضو المجلس أسعد علي ياسين. وصف هيغسيث تجربة قريبة من الموت في العراق حيث أصابت قذيفة صاروخية الدفع سيارته، لكنها لم تنفجر.
عُيّن هيغسيث في الحرس الوطني لجيش مينيسوتا برتبة نقيب في عام 2011. وتطوّع للتدريس في مركز تدريب مكافحة التمرد في كابول، أفغانستان، لمدة ثمانية أشهر، وخلال انسحاب القوات الأمريكية من أفغانستان؛ درّس في إحدى الصفوف النهائية في المدرسة. بعد إتمام خدمته في عام 2014، رُقّي إلى رتبة رائد والتحق بالاحتياط الفردي الجاهز. ومن خلال الاحتياط، انضم إلى الحرس الوطني لجيش مقاطعة كولومبيا في يونيو من عام 2019 كعضو تقليدي في خدمة التدريب، وظلّ في الخدمة حتى مارس من عام 2021. مُنع من الخدمة في حفل تنصيب جو بايدن بعد أن وصفه أحد الحراس بأنه «خطرٌ داخلي»، مشيرًا إلى وشم على عضلات ذراعه يحمل عبارة «Deus vult» «دئوس فولت» بمعنى «الرب يريد ذلك». غادر الاحتياطي الفردي في يناير من عام 2024، وذكر في كتابه الحرب على المحاربين (2024) أنه استقال بسبب ذلك الحادث.

### النشاط السياسي (2016-2006)
مع حلول أغسطس من عام 2006، انتقل هيغسيث إلى مانهاتن وبدأ العمل في معهد مانهاتن لأبحاث السياسات، حيث التقى بجندي من قوات مشاة البحرية كان يعمل لدى منظمة «محاربون قدامى من أجل الحرية»، وهي منظمة للدفاع عن السياسة. بدأ العمل لدى المنظمة في عام 2006 كمدير غير مدفوع الأجر؛ وفي عام 2007، كان يعمل بدوام كامل كمدير تنفيذي، وأصبح رئيسًا للمنظمة في العام التالي. ظهر هيغسيث في حملة جمع التبرعات خلال الحملة الرئاسية لعضو مجلس الشيوخ عن ولاية أريزونا جون ماكين في مايو من عام 2007. وفي الأشهر التي سبقت الانتخابات الرئاسية الأمريكية في عام 2008، بدأت المنظمة في دعم ماكين. انتقد هيغسيث بوصفه رئيسًا للمجموعة، سيناتور إلينوي، باراك أوباما لدعمه «سياسة الانسحاب الجديّة التي لا رجعة فيها». ومع حلول يناير من عام 2009، تراكمت على المنظمة فواتير غير مدفوعة بمئات الآلاف من الدولارات، ما أدى إلى حملة داخلية لإقالة هيغسيث. فاندمجت المجموعة مع منظمة عائلات العسكريين المتحدة، وأُقيل هيغسيث من القيادة مع حلول عام 2011.

## روابط خارجية
- هيجسيث في برينستون توري
- مرات الظهور على سي-سبان